# 劉允浩
劉允浩（？—1645年），山東萊州府掖縣人，明末政治人物。

## 生平
崇禎十二年（1639年）己卯科山東鄉試舉人，十六年（1643年）癸未科進士。授江西建昌府推官。隆武元年（1645年）清軍大舉南下江西，江西巡撫曠昭棄南昌逃往瑞州，劉允浩與江西布政使夏萬亨、江西按察司副使王養正、江西按察司副使管建昌府事王域、南昌府推官史夏隆起兵拒守建昌，僅僅經過三日，因內應配合，清軍破城。劉允浩等被俘，被押解至南昌，六人同死，建昌人將六人同葬，名為「六君子之墓」。